# قتل الأخت
قتل الأخت (بالإنجليزية: Sororicide) ( جاءت من الكلمة اللاتينية soror وتعنى اخت بالإضافة الي -cide من كلمة caedere وتعني يقتل) قيام الشخص بقتل اخته. يوجد العديد من الامثلة لقتلة اخواتهم وإخوانهم من المراهقين والأطفال. حيث يتنافس الاخوة مما يؤدي العنف الجسدي الي الخروج عن السيطرة وموت إحداهم ولاسيما عندما يتوفر للأكبر سنا سلاح قوي ويسيء تقدير قوته.

## أمثلة معروفة أو مشتبه بها
- يُعتقد أن برينيكي الرابعة ملكة مصر قامت بسجن أختها كليوباترا السادسة في 57 قبل الميلاد. قُطع رأسها لاحقا طبقا لأوامر أبيها بطليموس الثاني عشر.
- أمرت كليوباترا السابعة ملكة مصر إعدام أختها أرسينوي الرابعة، وهو طبقا لأوامر عشيقها ماركوس أنطونيوس في 41 قبل الميلاد.
- طبقا للمؤرخ سيوتونيوس، فقد أمر الإمبراطور الروماني كاليغولا بقتل أخته دروسيلا بعدما علم بحملها منه في سنة 38 ميلاديا. يعتقد معظم المؤرخين حاليا أنها ماتت من الحمى.
- أمر الإمبراطور الروماني كومودوس بقتل أخته لوسيلا في 182 ميلاديا، بعدما تورطت في مؤامرات مع مجلس الشيوخ الروماني للإطاحة به.
- قُتلت الشاعرة الإيطالية إيزابيلا مورا بيد إخوتها حوالي عام 1546 لاشتباههم في خيانتها مع رجل نبيل، والذي قتلوه أيضا.[5]
- أطلق رونالد دي فيو جونيور النار على أختيه أليسون ودون في 1974. كانت حادثة مقتلهم إلهاما لكتب وأفلام أمتيفيل للرعب.
- قام القاتلان المتسلسلان الكنديان كارلا هومولكا وبول بيرناردو باغتصاب، وقتل أخت كارلا تامي. ظاهريا، فقد كان القتل بالخطأ (1990).
- قُتلت اقصي بارفيز بيد أخيها في 2007 في كندا.

## في الخيال

### الميثولوجيا
- تتضمن قصة هوراتي قتلا للأخت: قبل اندلاع الحرب، كانت أخت بوبليوس، كاميلا، مخطوبةً لأحد التوائم الألبان الثلاثة. عندما رأت المعطف الذي نسجته بنفسها وأعطته للكورياتي على كتف أخيها، ملطخًا الآن بدمه، أدركت أن خطيبها قد قتل. غلب الحزن على كاميلا وبدأت في النحيب والصراخ باسمه. معلنًا أنه لا ينبغي لأي امرأة رومانية نعي أعداء روما المقتولين، قتل بابليوس أخته فوريًا.[6]

### الأدب
- في رواية الملك لير لوليم شكسبير، سمم جونيريل أخته ريغن في خضم صراعهما على السلطة.
- في رواية الفصول الغاضبة لرايموند كارفر، يقتل ليو فاريل أخته إريس، بعد علمه بأنها حامل نتيجة لعلاقة زنا المحارم التي جمعتهما.